# Étienne Eustache Bruix
Étienne Eustache Bruix (ur. 17 lipca 1759 na San Domingo, zm. 18 marca 1805 w Paryżu) – francuski admirał, minister marynarki i kolonii (1798–1799), dowódca Floty Oceanu, inspektor Armii Wybrzeży Oceanu (1804); odznaczony najwyższą klasą (Grand Aigle) Legii Honorowej.
Admirał Bruix jest uważany za jednego z najlepszych francuskich dowódców morskich okresu napoleońskiego. Według słów Napoleona, gdyby mógł on powierzyć Bruiksowi dowództwo floty, to nie doszłoby do klęski pod Trafalgarem.

## Życiorys
Urodził się na karaibskiej wyspie San Domingo (inna ówczesna nazwa wyspy to Hispaniola, a obecnie Haiti), na jej części będącej kolonią francuską. 
Od 1778 służył we francuskiej marynarce wojennej w Indiach Zachodnich, w tzw. Gardes-marine. Gdy po wybuchu rewolucji (14 lipca 1789) większość wyższych oficerów marynarki wojennej, z pochodzenia szlachciców, znalazła się w szeregach prawdziwych lub domniemanych przeciwników nowej republikańskiej władzy i została zmuszonych do emigracji, Bruix, mimo że początkowo został usunięty z floty, w 1793 objął dowództwo okrętu liniowego „Indomitable”.
W 1796 brał udział w nieudanej, dowodzonej przez generała Hoche’a wyprawie do Irlandii,  wysłanej z pomocą tamtejszym powstańcom walczącym z panującymi na wyspie Brytyjczykami. Rok później Bruix otrzymał stopień kontradmirała, a pod koniec kwietnia 1798 – w okresie rządów Dyrektoriatu – został ministrem marynarki.
Zwolniony po kilku miesiącach z ministerialnych obowiązków, w kwietniu 1799 Bruix na czele floty 25 okrętów liniowych przełamał brytyjską blokadę Brestu (jednego z największych atlantyckich portów Francji) i przedostał się na Morze Śródziemne, by wesprzeć walczącego w Egipcie generała Napoleona Bonaparte. Sam Bruix był sceptyczny wobec rozkazów Dyrektoriatu, zgodnie z którymi miał zniszczyć wrogie okręty na tamtym akwenie. Mimo pomocy ze strony stacjonującej w Kadyksie hiszpańskiej eskadry adm. Mazzaredo, okrętom pod dowództwem Bruiksa nie udało się przejść na wschodnią część Morza Śródziemnego. Brytyjska flota adm. Keitha zmusiła Francuzów do zawinięcia do Tulonu, skąd Bruix zawrócił następnie do hiszpańskiej Kartageny, gdzie połączył się z hiszpańską eskadrą. Następnie Bruix powrócił do Brestu bez większych strat, choć bezskutecznie nakłaniał adm. Mazzaredo na wspólną wyprawę na Maltę lub do Egiptu. 
Po powrocie Napoleona Bonaparte z Egiptu do Francji (9 października 1799) Bruix przystąpił do spisku, który miał obalić władzę nieudolnego i skompromitowanego Dyrektoriatu. W dniu 18 brumaire’a (9 listopada) 1799 Bruix towarzyszył Talleyrandowi, jednemu z głównych architektów zamachu stanu, by nakłonić do rezygnacji kierującego Dyrektoriatem Barrasa.
Po objęciu władzy przez Pierwszego Konsula, którym mianował się Bonaparte, Bruix był jednym z kandydatów na ministra marynarki, jednak ze względu na swój stan zdrowia (gruźlica) nie mógł podołać ciężkim pracom administracyjnym, jakich wymagał Napoleon. Niemniej, Bruix został dowódcą tzw. Floty Oceanu, zebranej w Bolougne, będącej częścią Armii Wybrzeży Oceanu, którą Napoleon utworzył celem inwazji na Wyspy Brytyjskie. Mimo zajmowanego stanowiska i poparcia dla polityki nowego władcy Francji, Bruix, a także inni admirałowie francuscy (m.in. Truguet, de Villeneuve) oraz nowy minister marynarki Denis Decrès, byli przeciwni planom inwazji, uznając, że obecna na Kanale La Manche flota brytyjska jest zbyt silna i stanowi przeszkodę nie do pokonania. 
Podczas obecności Napoleona w Boulogne w lipcu 1804 Bruix sprzeciwiał się również rewii floty francuskiej, przeprowadzonej w warunkach wzburzonego morza, w wyniku której kilkadziesiąt okrętów różnego typu utonęło lub zostało uszkodzonych, a kilkuset ludzi zginęło.  
Coraz bardziej schorowany admirał zmarł 18 marca 1805. 